# Vryheid
Vryheid (ce qui signifie liberté en afrikaans) est une petite ville minière d'Afrique du Sud de près de 35 000 habitants, située dans la province du KwaZulu-Natal. 
Vryheid fut la capitale de la république boer de Nieuwe Republiek (Nouvelle république). 

## Historique
La ville fut fondée le 23 septembre 1884 par des mercenaires boers qui avaient aidé Dinuzulu à s'emparer du trône zoulou en échange de terres sur les rives de la rivière Mfolozi. 
La Nieuwe Republiek s'était déjà auto-proclamée quelques semaines le 5 août 1884, mais ne dura à peine quatre ans puisqu'elle fut incorporée en 1888 dans la république sud-africaine du Transvaal, avant d'être réunie à la province du Natal, à l'issue de la deuxième Guerre des Boers en 1902.
À cette époque, la ville comptait alors 2 287 habitants dont 1 344 blancs. 
En 1912, Vryheid devint une municipalité. L'activité économique de la ville est alors tournée vers l'exploitation minière et reliée par chemin de fer. Depuis 2000, Vryheid fait partie de la municipalité locale d'Abaqulusi au côté de Louwsburg et le towship d'eMondo au sein du district municipal du Zoulouland.

## Sites et lieux remarquables
Avec trois musées intéressants (« Nieuwe Republiek Museum », « Old Carnegie Library » et la « Résidence du Président Lucas Meijer » et une réserve naturelle consacrée aux oiseaux, la ville est l'un des centres touristiques du Zoulouland et des champs de bataille du Natal, proche du lieu commémoratif de la bataille de Blood River et du lieu où fut tué le prince impérial en 1879.

## Galerie

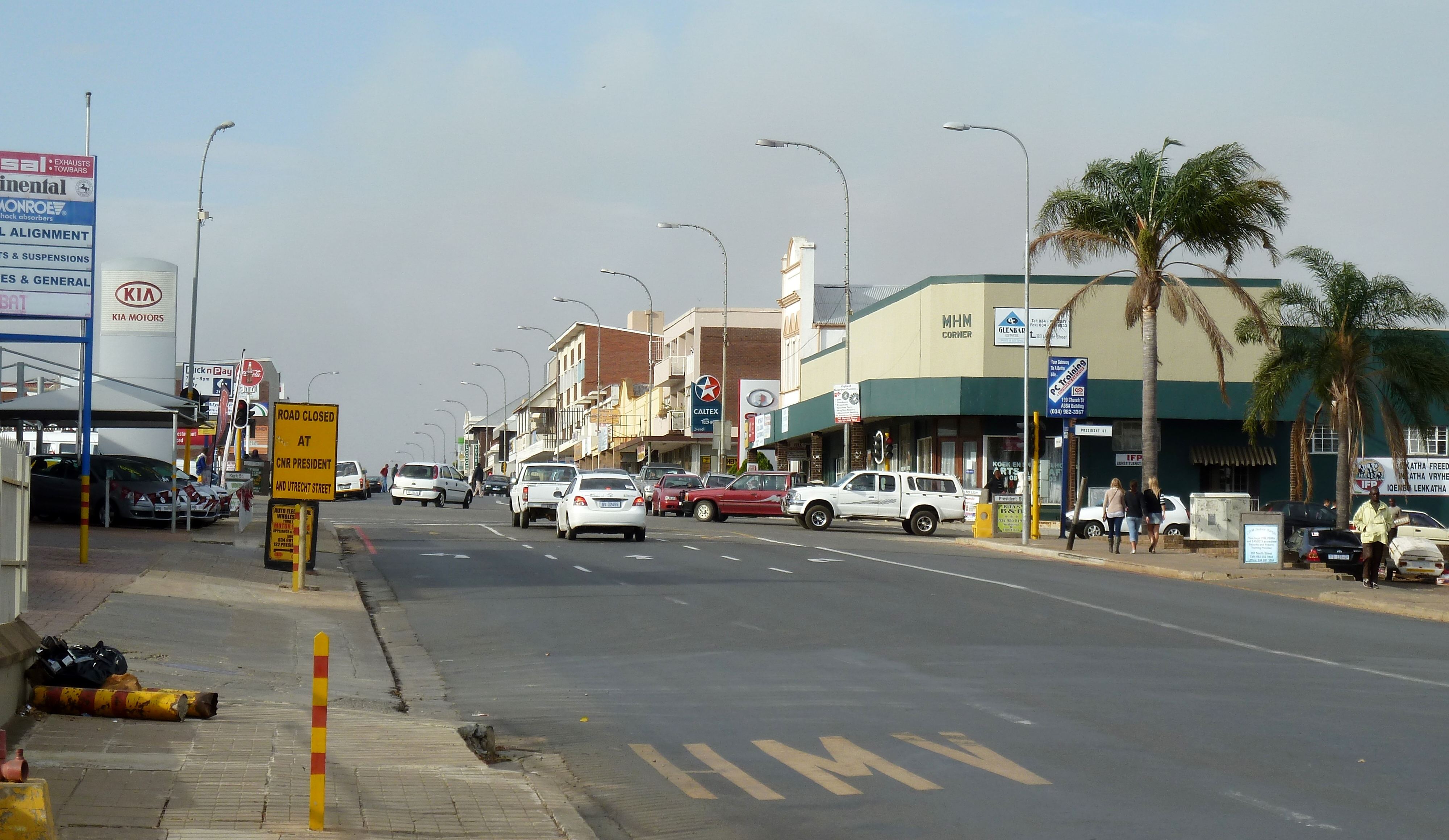
Croisement entre Kerk Straat (rue de l'église) et President Str.
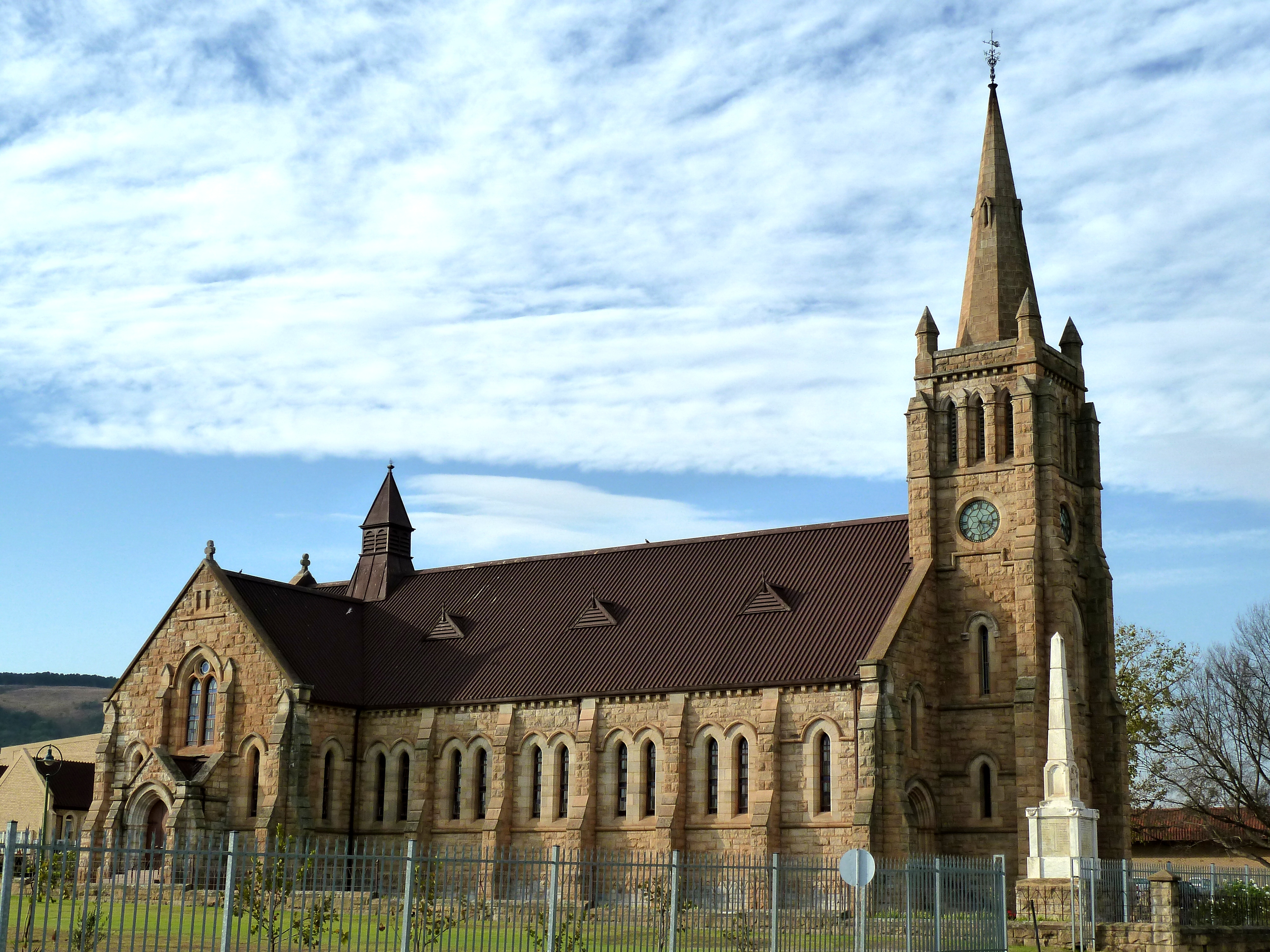
Église réformée néerlandaise (1891/1894) de Vryheid
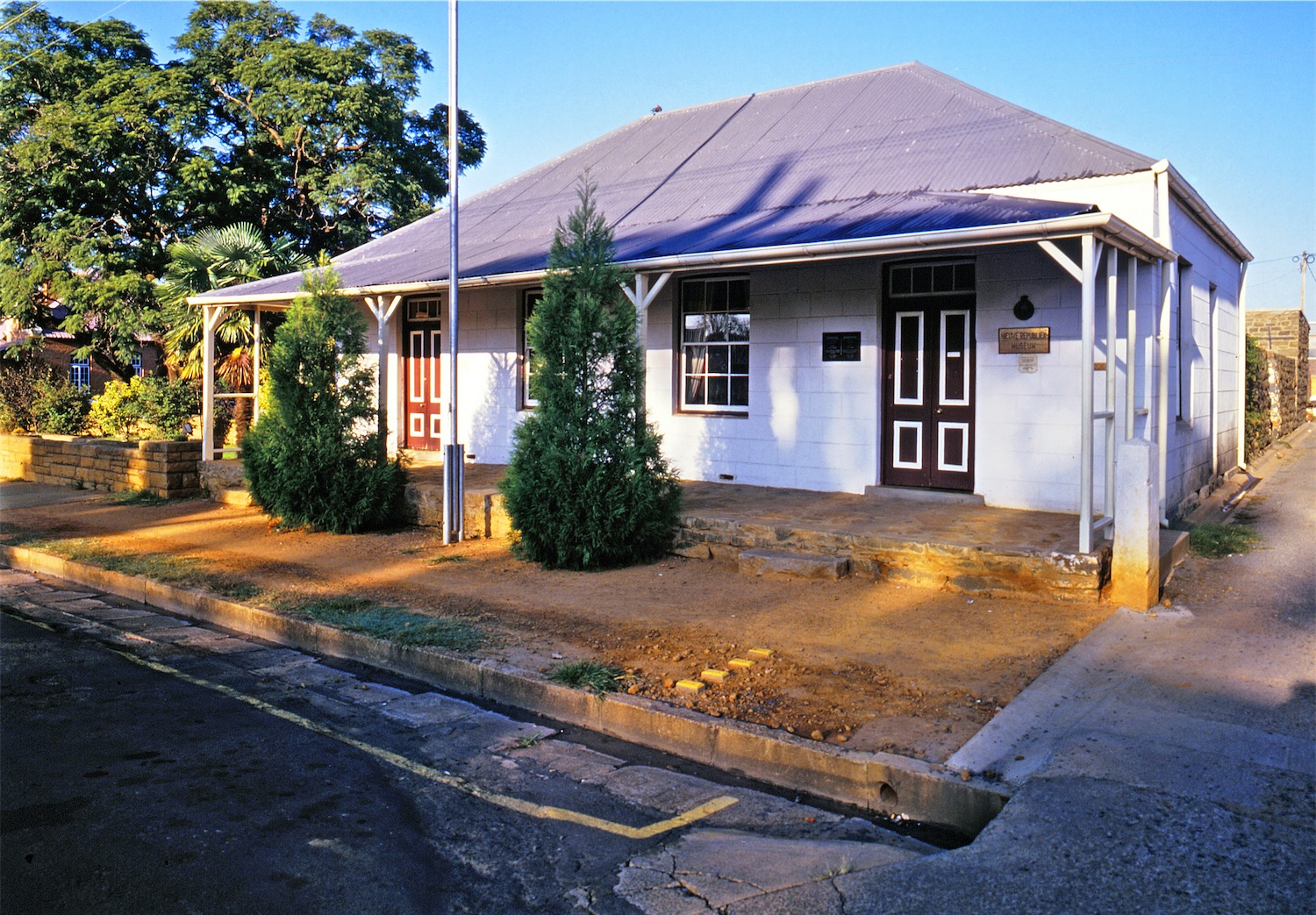
Ancien raadsaal (parlement) de Vryheid

## Personnalités locales
- Ernest George Jansen, député de Vryheid (1921-1943)
- Joe Pietersen, rugbyman
- Mouritz Botha, rugbyman

## Littérature
- Ian Knight, Companion to the Anglo-Zulu War, 2008.
- Roy Digby Thomas, Two Generals: Buller and Botha in the Boer War, 2012.